# Linchamiento de Orion Anderson
Orion Anderson (1875–1889) fue un afroestadounidense de 14 años que fue asesinado a tiros y luego ahorcado el 8 de noviembre de 1889 en Leesburg, Virginia, por una turba blanca. Su asesinato fue el segundo de tres linchamientos registrados en el condado de Loudoun, Virginia, entre 1880 y 1902. El 16 de junio de 2019 (Juneteenth en Estados Unidos), se colocó un marcador histórico en el lugar de la antigua estación de tren donde fue asesinado.

## Acusación y asesinato

### Cuentas de periódicos
Los relatos de los periódicos contemporáneos difieren en detalles. El periódico de Richmond, el Daily Times, informó que el 6 de noviembre de 1889, la señorita Leith, descrita como «una colegiala de unos diecisiete años» (algunas fuentes dicen que tenía 14 o 15), regresaba a casa de la escuela en la Academia Hamilton, y fue «agredida gravemente». Leith nombró a Orion Anderson (llamado «Owen» por el Daily Times y algunos otros periódicos) como su agresor, pero no pudo identificarlo como el perpetrador. Después de que Anderson fue liberado, fue arrestado nuevamente basándose en pruebas circunstanciales y aparentemente confesó el crimen. Dos días después, a la una de la madrugada, fue sacado de su celda por un grupo de cien hombres armados, que habían confiscado las llaves al oficial Charles F. Laycock. Lo ahorcaron en el depósito de carga y también le dispararon.
Un informe del Richmond Dispatch ofrece detalles adicionales y difiere en algunos aspectos del informe del Daily Times. Según el Richmond Dispatch, la chica fue «agredida por un chico negro» y se escapó después de que ella gritara y forcejeara. Ella informó que pensó que era «Owen Anderson», pero no tenía forma de saberlo ya que había estado «disfrazado» con una bolsa en la cabeza. Después de que se encontró el viejo «saco de guano», se dijo que confesó y fue enviado a la cárcel de Leesburg. La turba que llegó a la cárcel estaba formada por hasta una treintena de hombres que estaban «disfrazados». Dos de los hombres sin disfraz llevaron a otro, disfrazado de prisionero, a la cárcel, y así engañaron al carcelero y entraron. Anderson fue ahorcado y murió en minutos, y luego recibió un disparo en la cabeza, el cuerpo y la pierna. El ayudante del sheriff Laycock declaró que no pudo identificar a los hombres sin disfraz porque eran «extraños» que no eran locales del condado.
Un artículo de The Washington Post publicado el 9 de noviembre de 1889 informó que «el trabajo se realizó de forma silenciosa pero eficaz». No hubo condenas relacionadas con el asesinato de Anderson. El estado de Virginia no aprobó una ley contra los linchamientos hasta 1928, y el linchamiento no fue reconocido como delito federal hasta 2022.

### Investigación reciente
Un letrero interpretativo desarrollado por la Autoridad de Parques Regionales del Norte de Virginia (NOVA Parks) y el Capítulo de la NAACP del condado de Loudoun, y colocado en el lugar del linchamiento en 2019, proporciona un relato diferente de lo que llevó a la acusación. May Leith, de catorce años, había informado que había sido asustada y perseguida por una persona que llevaba sobre su cabeza un saco de guano, una bolsa de tela utilizada para fertilizante. Agrega que Orión era hijo de Thomas y Charlotte Anderson, y tenía nueve hermanos y hermanas, y señala que fue enterrado en Potter's Field, «el cementerio para los pobres y desconocidos. En 2019, WAMU informó que una investigación reciente realizada por el Centro de Libertad del Condado de Loudoun identificó el año de nacimiento real de Anderson a partir de registros del censo antiguos y señaló imprecisiones en los informes de los periódicos contemporáneos. Según Michelle Thomas de la NAACP del condado de Loudoun, la edad de Anderson fue exagerada en algunos de esos informes, que lo vilipendiaron al afirmar que tenía 19 o 20 años.

## Contexto histórico y legado
En 2019, el asesinato de Orion Anderson fue el segundo de tres linchamientos registrados en el condado de Loudoun, Virginia, entre 1880 y 1902. De los 4743 linchamientos conocidos en los Estados Unidos entre 1882 y 1968, informados por la Universidad de Tuskegee y la NAACP, 100 ocurrieron en Virginia; de ellos, 83 de las víctimas eran afroestadounidenses.
En 2019 se colocó un marcador histórico, con descendientes de las familias Anderson y Leith invitados a la ceremonia, como parte de la Iniciativa de Reconciliación y Recuerdo del condado de Loudoun. Un informe de prensa unos días antes del evento señaló que si bien asistirían los familiares de Anderson, no estaba claro si aparecerían los descendientes de May Leith. El 19 de junio de 2019, un grupo de casi 200 personas se reunieron para marchar desde la antigua cárcel hasta el lugar donde fue linchado. Después de la ceremonia, la tierra extraída del lugar donde Anderson fue asesinado fue enviada al Monumento Nacional para la Paz y la Justicia en Montgomery, Alabama.